# Ugo Humbert
Ugo Humbert (ur. 26 czerwca 1998 w Metzu) – francuski tenisista, reprezentant kraju w rozgrywkach Pucharu Davisa, olimpijczyk z Tokio (2020) i Paryża (2024).

## Kariera tenisowa
Zawodowym tenisistą Humbert został w roku 2016.
W cyklu ATP Tour zwyciężył w siedmiu singlowych turniejach z dziewięciu rozegranych finałów. Ponadto dotarł do finału jednego turnieju w grze podwójnej.
Od 2023 roku reprezentant Francji w Pucharze Davisa.
W 2021 roku zagrał na igrzyskach olimpijskich w Tokio, gdzie doszedł do ćwierćfinału singla. Podczas igrzysk olimpijskich w Paryżu (2024) wystartował w singlu i deblu; odpadł w drugiej rundzie gry pojedynczej i w pierwszej rundzie gry podwójnej partnerując Arthurowi Filsowi.
W rankingu gry pojedynczej najwyżej był na 13. miejscu (15 kwietnia 2024), a w klasyfikacji gry podwójnej na 348. pozycji (26 sierpnia 2024).

### Historia występów wielkoszlemowych w grze pojedynczej
Legenda
     W, wygrany turniej
     F, przegrana w finale
     SF, przegrana w półfinale
     QF, przegrana w ćwierćfinale
     xR, przegrana w x rundzie
     Qx, przegrana w x rundzie kwalifikacji
     A, brak startu
     NH, turniej nie odbył się
| Turniej         | 2016 | 2017 | 2018 | 2019 | 2020 | 2021 | 2022 | 2023 | 2024 | 2025 | Tytuły | Z–P     |
| --------------- | ---- | ---- | ---- | ---- | ---- | ---- | ---- | ---- | ---- | ---- | ------ | ------- |
| Australian Open | A    | A    | A    | 1R   | 1R   | 2R   | 1R   | 3R   | 3R   | 4R   | 0 / 7  | 8 – 7   |
| French Open     | A    | A    | Q1   | 1R   | 1R   | 1R   | 1R   | 2R   | 1R   |      | 0 / 6  | 1 – 6   |
| Wimbledon       | A    | A    | Q1   | 4R   | NH   | 1R   | 3R   | 1R   | 4R   |      | 0 / 5  | 8 – 5   |
| US Open         | A    | A    | 2R   | 1R   | 2R   | 1R   | 1R   | 1R   | 2R   |      | 0 / 7  | 3 – 7   |
|                 |      |      |      |      |      |      |      |      |      |      |        |         |
| Bilans spotkań  | 0–0  | 0–0  | 1–1  | 3–4  | 1–3  | 1–4  | 2–4  | 3–4  | 6–4  | 3–1  | 0 / 25 | 20 – 25 |

### Finały w turniejach ATP Tour
| Legenda                                      |
| -------------------------------------------- |
| Wielki Szlem                                 |
| Igrzyska olimpijskie                         |
| Tennis Masters Cup / ATP Finals              |
| ATP Masters Series / ATP Tour Masters 1000   |
| ATP International Series Gold / ATP Tour 500 |
| ATP International Series / ATP Tour 250      |

#### Gra pojedyncza (7–2)
| Końcowy wynik | Nr | Data                 | Turniej   | Nawierzchnia  | Przeciwnik           | Wynik finału        |
| ------------- | -- | -------------------- | --------- | ------------- | -------------------- | ------------------- |
| Zwycięzca     | 1. | 18 stycznia 2020     | Auckland  | Twarda        | Benoît Paire         | 7:6(2), 3:6, 7:6(5) |
| Zwycięzca     | 2. | 25 października 2020 | Antwerpia | Twarda (hala) | Alex de Minaur       | 6:1, 7:6(4)         |
| Zwycięzca     | 3. | 20 czerwca 2021      | Halle     | Trawiasta     | Andriej Rublow       | 6:3, 7:6(4)         |
| Zwycięzca     | 4. | 11 listopada 2023    | Metz      | Twarda (hala) | Aleksandr Szewczenko | 6:3, 6:3            |
| Zwycięzca     | 5. | 11 lutego 2024       | Marsylia  | Twarda (hala) | Grigor Dimitrow      | 6:4, 6:3            |
| Zwycięzca     | 6. | 2 marca 2024         | Dubaj     | Twarda        | Aleksandr Bublik     | 6:4, 6:3            |
| Finalista     | 1. | 1 października 2024  | Tokio     | Twarda        | Arthur Fils          | 7:5, 6:7(6), 3:6    |
| Finalista     | 2. | 3 listopada 2024     | Paryż     | Twarda (hala) | Alexander Zverev     | 2:6, 2:6            |
| Zwycięzca     | 7. | 16 lutego 2025       | Marsylia  | Twarda (hala) | Hamad Međedović      | 7:6(4), 6:4         |

#### Gra podwójna (0–1)
| Końcowy wynik | Nr | Data          | Turniej | Nawierzchnia | Partner        | Przeciwnicy                  | Wynik finału   |
| ------------- | -- | ------------- | ------- | ------------ | -------------- | ---------------------------- | -------------- |
| Finalista     | 1. | 21 lipca 2024 | Gstaad  | Ceglana      | Fabrice Martin | Yuki Bhambri Albano Olivetti | 6:3, 3:6, 6–10 |